# Quelm Park
Quelm Park – wieś w Anglii, w hrabstwie ceremonialnym Berkshire, w dystrykcie (unitary authority) Bracknell Forest. Leży 16 km na wschód od centrum miasta Reading i 45 km na zachód od centrum Londynu.